# Meyer Jacobstein

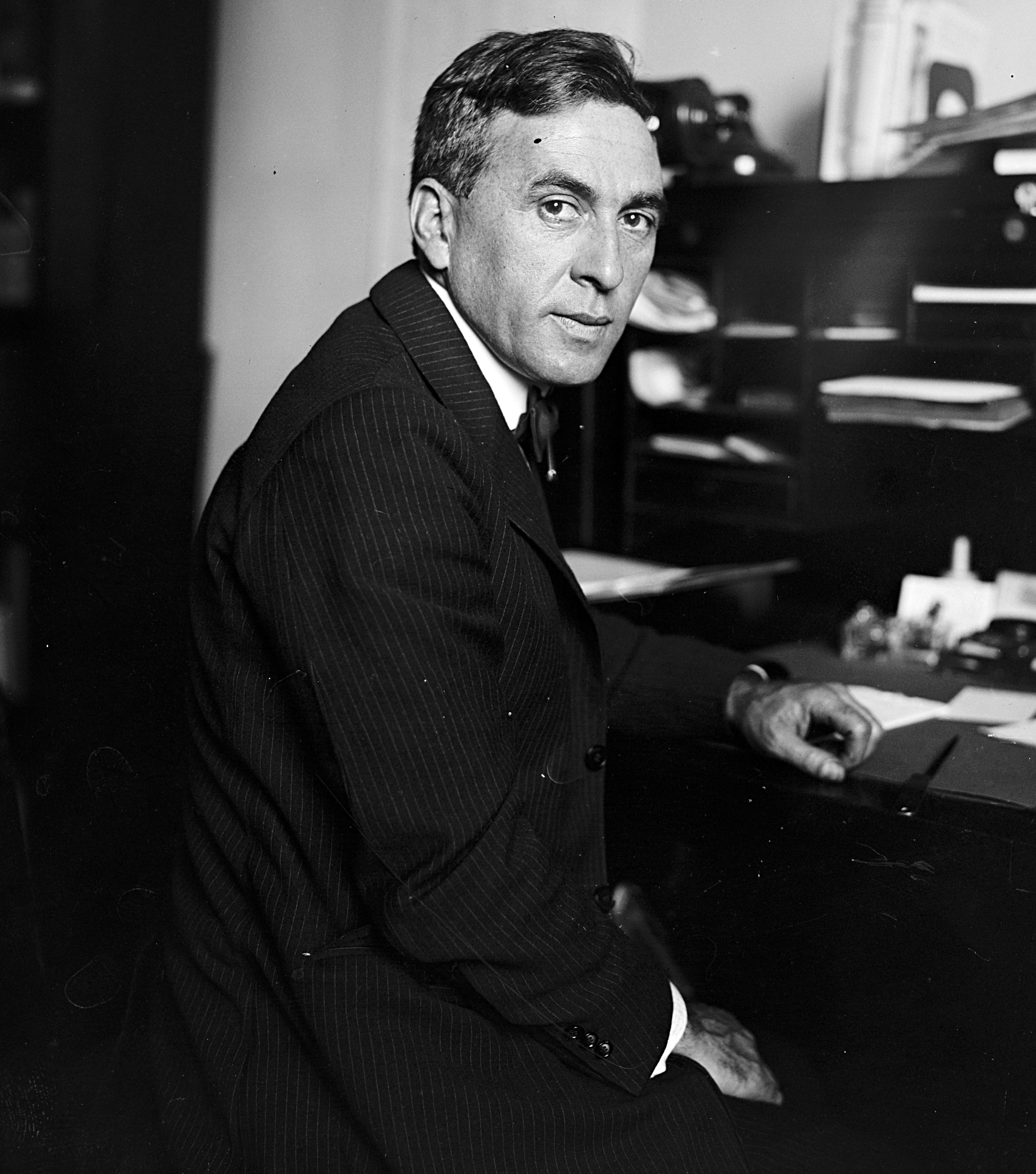
Meyer Jacobstein (1923)

Meyer Jacobstein (* 25. Januar 1880 in New York City; † 18. April 1963 in Rochester, New York) war ein US-amerikanischer Politiker. Zwischen 1923 und 1929 vertrat er den Bundesstaat New York im US-Repräsentantenhaus.

## Werdegang
Meyer Jacobstein besuchte die öffentlichen Schulen in Rochester, wohin er im Jahr 1882 mit seinen Eltern gezogen war. Danach absolvierte er die dortige University of Rochester und dann die Columbia University in New York City. Dort studierte er unter anderem Wirtschaft und politische Wissenschaften. Im Jahr 1907 arbeitete er für einige Zeit für das US-Handelsministerium. Von 1909 bis 1913 lehrte er an der University of North Dakota in Grand Forks das Fach Wirtschaftslehre. Anschließend unterrichtete er das gleiche Fach bis 1918 an der University of Rochester. Dort war er auch in der Zeit des Ersten Weltkrieges Direktor für Notfallbeschäftigung. Dieses Amt stand im Zusammenhang mit der kriegsbedingten Umstellung des Arbeitsmarktes.
Politisch schloss sich Jacobstein der Demokratischen Partei an. In den Jahren 1924 und 1932 nahm er als Delegierter an den jeweiligen Democratic National Conventions teil. 1925 wurde er von seiner Partei als Kandidat für die Wahl zum Bürgermeister von Rochester aufgestellt; er lehnte diese Nominierung aber ab. Bei den Kongresswahlen des Jahres 1922 wurde er im 38. Wahlbezirk von New York in das US-Repräsentantenhaus in Washington, D.C. gewählt, wo er am 4. März 1923 die Nachfolge des Republikaners Thomas B. Dunn antrat. Nach zwei Wiederwahlen konnte er bis zum 3. März 1929 drei Legislaturperioden im Kongress absolvieren. Diese waren von den Ereignissen der Prohibitionszeit bestimmt.
1928 verzichtete Jacobstein auf eine weitere Kongresskandidatur. Von 1929 bis 1936 arbeitete er in Rochester im Bankgewerbe. Danach leitete er das Rochester Business Institute. Zwischen 1939 und 1946 gehörte er zur Leitung der Brookings Institution und von 1947 bis 1952 war er als wirtschaftlicher Berater für die Library of Congress tätig. Danach zog er sich in den Ruhestand zurück. Meyer Jacobstein starb am 18. April 1963 in Rochester, wo er auch beigesetzt wurde.